# Corbetta (Lombardei)
Corbetta ist eine Gemeinde mit 18.911 Einwohnern (Stand 31. Dezember 2023) in der Metropolitanstadt Mailand, Region Lombardei.
Die Nachbarorte von Corbetta sind Arluno, Santo Stefano Ticino, Vittuone, Magenta, Cisliano, Robecco sul Naviglio, Albairate und Cassinetta di Lugagnano.

## Bevölkerungsentwicklung
Corbetta zählt 5.691 Privathaushalte. Zwischen 1991 und 2001 stieg die Einwohnerzahl von 13.362 auf 13.735. Dies entspricht einem prozentualen Zuwachs von 2,8 %.

## Gemeindepartnerschaften
Mit der französischen Gemeinde Corbas im Département Rhône besteht eine Gemeindepartnerschaft.